# Ciclismo en los Juegos Olímpicos de París 1924
El ciclismo en los Juegos Olímpicos de París 1924 se realizó en dos instalaciones de la ciudad de París, entre el 23 y el 27 de julio de 1924.
En total se disputaron en este deporte 6 pruebas diferentes (todas en la categoría masculina), repartidas en dos disciplinas ciclistas: 2 pruebas de ruta y 4 de pista. El programa se mantuvo como en la edición pasada.

## Sedes
- Ciclismo en ruta – Circuito Estadio Olímpico de Colombes–Pontoise–La Feuillie
- Ciclismo en pista – Velódromo de Vincennes

## Participantes
Participaron un total de 252 ciclistas, representando a 24 naciones diferentes:
| - Argentina (14) - Australia (6) - Bélgica (18) - Bulgaria (11) - Canadá (2) - Checoslovaquia (15) - Chile (6) - Dinamarca (12) - Egipto (5) - Estados Unidos (11) - Finlandia (8) - Francia (18) | - Hungría (10) - Italia (17) - Letonia (6) - Lituania (2) - Luxemburgo (9) - Países Bajos (17) - Polonia (16) - Reino Unido (18) - Sudáfrica (2) - Suecia (8) - Suiza (13) - Yugoslavia (8) |

## Medallistas

### Ciclismo en ruta
| Evento                                 | Oro                                                                                    | Plata                                                                                             | Bronce                                                                         |
| -------------------------------------- | -------------------------------------------------------------------------------------- | ------------------------------------------------------------------------------------------------- | ------------------------------------------------------------------------------ |
| Contrarreloj individual (23 de julio)  | Armand Blanchonnet · Francia · 6:20:48,0                                               | Henri Hoevenaers · Bélgica · 6:30:27,0                                                            | René Hamel · Francia · 6:30:51,6                                               |
| Contrarreloj por equipos (23 de julio) | Armand Blanchonnet · René Hamel · Georges Wambst · André Leducq · Francia · 19:30:14,0 | Henri Hoevenaers · Alphonse Parfondry · Jean Van Den Bosch · Fernand Saivé · Bélgica · 19:46:55,4 | Gunnar Sköld · Erik Bohlin · Ragnar Malm · Erik Bjurberg · Suecia · 19:59:41,6 |

### Ciclismo en pista
| Evento                                | Oro                                                                                            | Plata                                                                                    | Bronce                                                                                  |
| ------------------------------------- | ---------------------------------------------------------------------------------------------- | ---------------------------------------------------------------------------------------- | --------------------------------------------------------------------------------------- |
| Velocidad individual (27 de julio)    | Lucien Michard · Francia                                                                       | Jacob Meijer · Países Bajos                                                              | Jean Cugnot · Francia                                                                   |
| Persecución por equipos (27 de julio) | Francesco Zucchetti · Angelo De Martini · Alfredo Dinale · Aurelio Menegazzi · Italia · 5:15,0 | Tomasz Stankiewicz · Franciszek Szymczyk · Józef Lange · Jan Łazarski · Polonia · 5:23,0 | Jean Van Den Bosch · Léonard Daghelinckx · Henri Hoevenaers · Fernand Saivé · Bélgica · |
| 50 km (27 de julio)                   | Jacobus Willems · Países Bajos · 1:18:24                                                       | Cyril Alden · Reino Unido · 1:18:24                                                      | Frederick Henry Wyld · Reino Unido · 1:18:24                                            |
| Tándem (27 de julio)                  | Lucien Choury · Jean Cugnot · Francia                                                          | Edmund Hansen · Willy Hansen · Dinamarca                                                 | Gerard Bosch van Drakestein · Maurice Peeters · Países Bajos                            |

## Medallero
| Núm. | País         | Oro | Plata | Bronce | Total |
| ---- | ------------ | --- | ----- | ------ | ----- |
| 1    | Francia      | 4   | 0     | 2      | 6     |
| 2    | Países Bajos | 1   | 1     | 1      | 3     |
| 3    | Italia       | 1   | 0     | 0      | 1     |
| 4    | Bélgica      | 0   | 2     | 1      | 3     |
| 5    | Reino Unido  | 0   | 1     | 1      | 2     |
| 6    | Dinamarca    | 0   | 1     | 0      | 1     |
| 6    | Polonia      | 0   | 1     | 0      | 1     |
| 8    | Suecia       | 0   | 0     | 1      | 1     |
|      | TOTAL        | 6   | 6     | 6      | 18    |